# Крупеня, Иван Ануфриевич
Ива́н Ану́фриевич Крупе́ня (27 января 1908, д. Каркалец, Витебская губерния, Российская империя — 15 июня 1952, Минск, Белорусская ССР, СССР) — советский государственный деятель, заместитель председателя СНК Белорусской ССР (1941—1946).

## Биография
Член ВКП(б) с 1929 г.
- 1926—1928 гг. — на советской, хозяйственной работе,
- 1928—1929 гг. — председатель Жовнинского сельского Совета (Дриссенский район Полоцкого округа),
- 1929—1930 гг. — председатель колхоза «Ленинский путь»,
- 1930—1932 гг. — секретарь комитета КП(б) Беларуси совхоза «Бигосово»,
- 1932—1934 гг. — председатель колхоза имени Коминтерна,
- 1934—1937 гг. — директор Дриссенской машинно-тракторной станции (Белорусская ССР),
- 1937—1938 гг. — председатель исполнительного комитета Дриссенского районного Совета,
- 1938 г. — заместитель председателя Организационного комитета Президиума ЦИК — Верховного Совета Белорусской ССР по Витебской области,
- 1939 г. — председатель Организационного комитета Президиума Верховного Совета Белорусской ССР по Витебской области,
- 1939—1941 гг. — народный комиссар земледелия Белорусской ССР,
- 1941—1946 гг. — заместитель председателя СНК Белорусской ССР,
- 1942 г. — заместитель начальника Белорусской Штаба партизанского движения,
- 1943—1947 гг. — народный комиссар — министр земледелия Белорусской ССР,
- 1947—1951 гг. — министр совхозов Белорусской ССР.

С 1951 г. — заместитель министра сельского хозяйства Белорусской ССР.
Член ЦК КП(б) Беларуси (с 1940 г.), член Бюро ЦК КП(б) Беларуси (1942—1948). Депутат Верховного Совета СССР 1-2-го созывов.

## Награды и звания
Награждён орденами Ленина (1939), дважды — Трудового Красного Знамени, орден Отечественной Войны I-й степени (1944), Красной Звезды.